# Anioł Pański (obraz Jeana-François Milleta)
Anioł Pański (fr. L’Angélus) – obraz olejny autorstwa francuskiego malarza Jeana-François Milleta ukończony w 1859. Stanowi część kolekcji paryskiego Musée d’Orsay.

## Historia
Pejzaż ze sceną rodzajową został zamówiony przez początkującego amerykańskiego malarza i kolekcjonera Thomasa Golda Appletona, który nigdy zamówienia nie odebrał. Zyskał sławę w okresie, w którym znacznie wzrosły ceny dzieł mistrzów tzw. szkoły z Barbizon pod koniec XIX wieku. Millet znalazł nabywcę na Anioła Pańskiego dzięki temu, że wcześniej zakupiono jego Kobiety zbierające kłosy w Salonie w 1857. Obraz wystawiono rok przed śmiercią malarza w Brukseli. Zyskał wówczas przychylne głosy, m.in. Léona Gambetty. Od 1909 dzieło znajduje się w stałej kolekcji Luwru (od 1986 w Musée d’Orsay), w 1956 było wystawiane w Warszawie. Sygnowane: J.F. Millet.

## Opis
Obraz przedstawia parę wieśniaków pochylonych w modlitwie nad koszem z ziemniakami. Modlitwa Anioł Pański i dźwięk dzwonu z widocznego na horyzoncie kościoła wyznaczały długo oczekiwany koniec dnia ciężkiej pracy na roli. Scena rozgrywa się w Barbizon. W oddali widać dzwonnicę kościoła w Chailly-en-Bière. Na ziemi leży mały kosz ziemniaków, po lewej stronie wbite w ziemię widły, po prawej za kobietą taczka. W literaturze można znaleźć różne interpretacje relacji łączącej mężczyznę i kobietę. Dla jednych są kolegami z pracy, dla innych mężem i żoną lub też, jak dla Léona Gambetty, farmerem i najemnicą. Salvador Dalí był przekonany, że jest to scena żałobna. Para miała modlić się nad zwłokami zmarłego niemowlęcia. Chociaż wielu krytykowało taką interpretację, po naciskach Dalego Luwr prześwietlił obraz w 1963. Okazało się, że pod namalowanym koszem rzeczywiście ukrywał się zarys małej trumienki.